# Trasporti a Bergamo

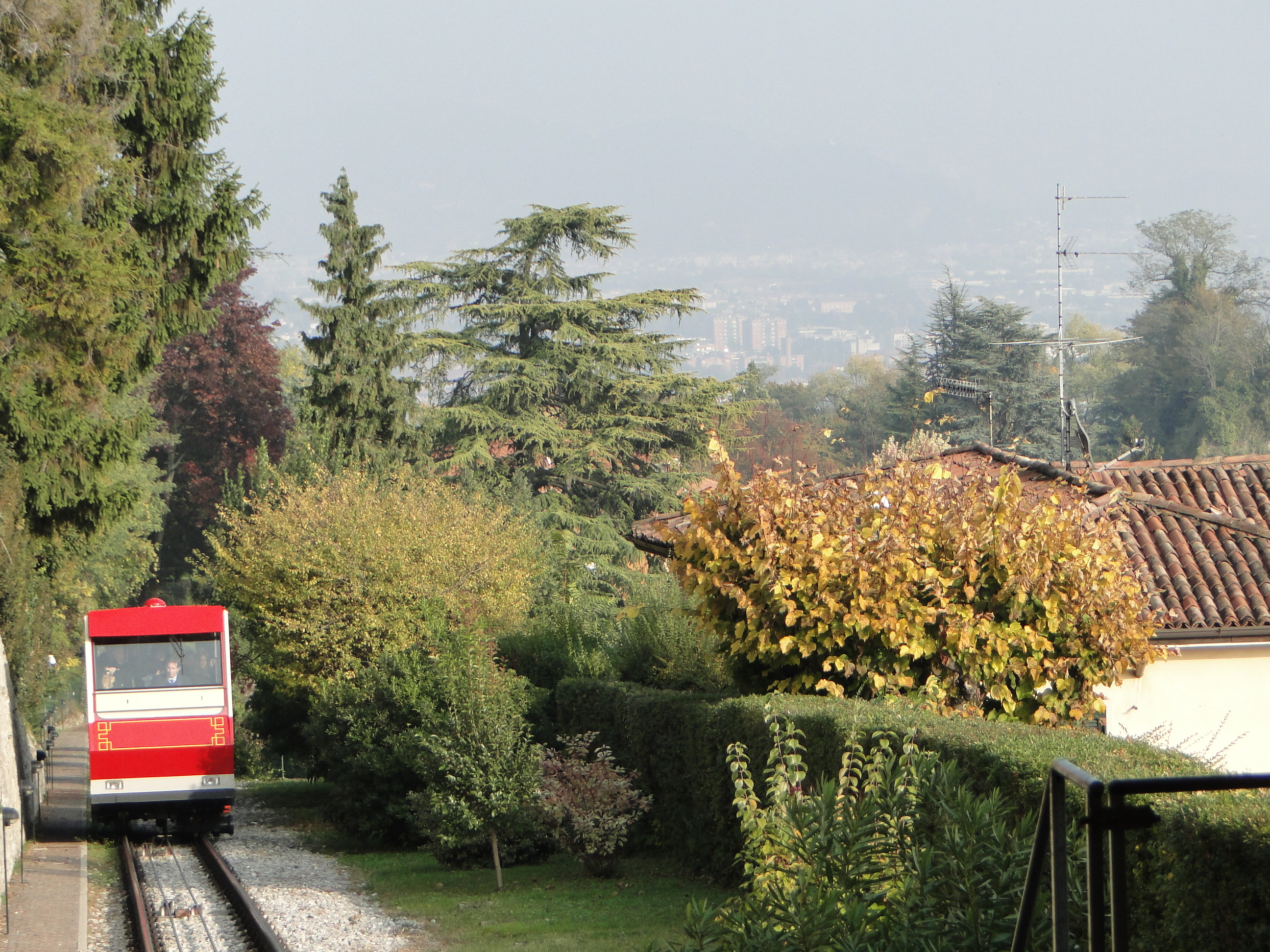
La funicolare di San Vigilio, che conduce da Colle Aperto all'omonimo punto panoramico che sovrasta Bergamo Alta. E' uno dei tre impianti in provincia

La rete di trasporti pubblici della città di Bergamo è composta da diverse linee automobilistiche, una rete tranviaria, un servizio di bike-sharing e diverse linee ferroviarie che servono il nucleo urbano e i comuni dell'intera provincia.

## Trasporto su gomma

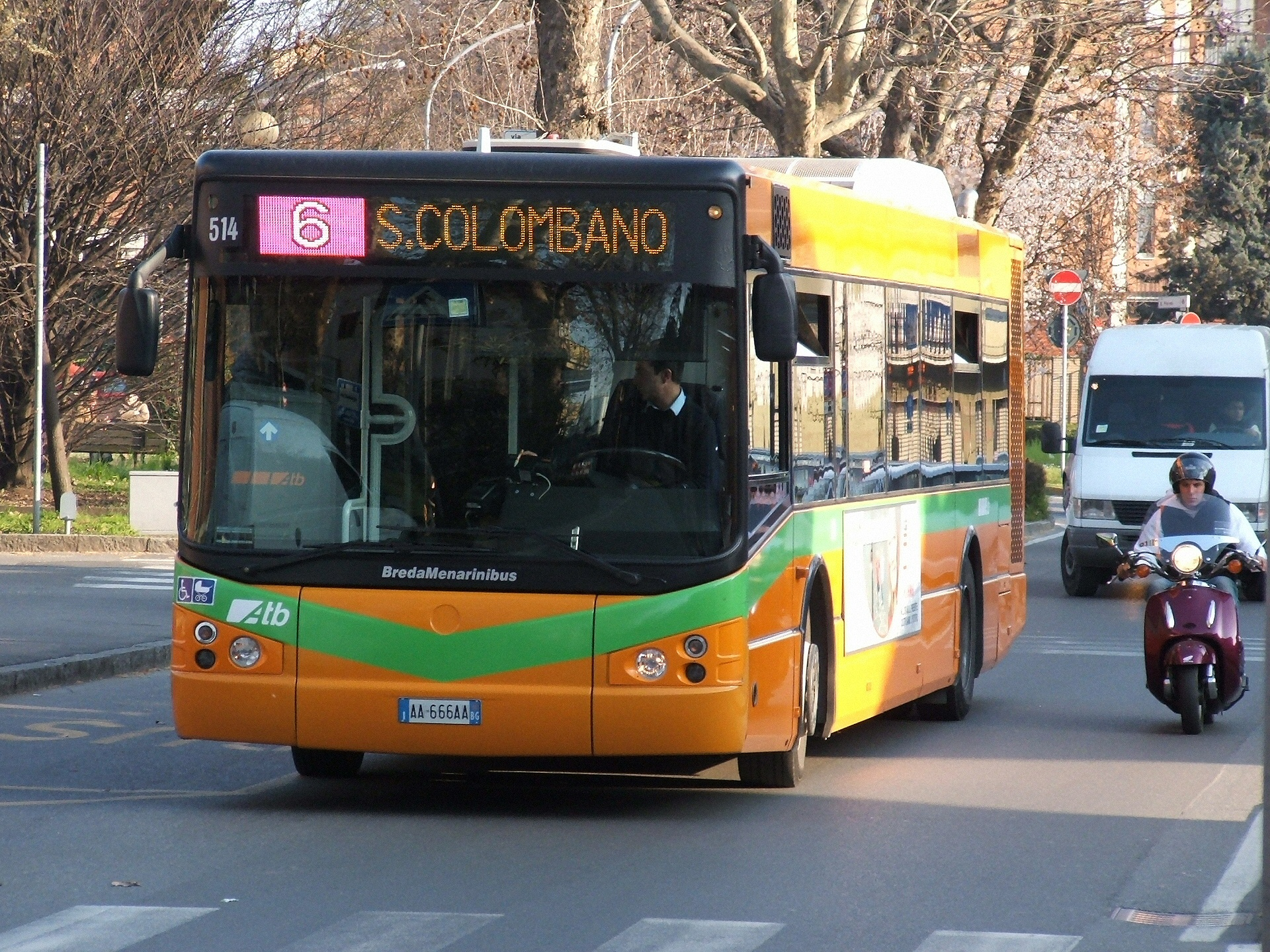
Autobus ATB in transito a Colognola

Al 1º gennaio 2016, l'intera rete urbana di autobus risulta gestita da ATB Consorzio, un'associazione creata nel 2005 che riunisce i gestori di trasporto pubblico della città e del circondario. Il principale gestore della rete urbana è ATB Bergamo.
Ai dati del 2021 ATB gestisce 15 linee di autobus e due funicolari su una rete estesa per 220 chilometri, trasportando quasi 30 milioni di passeggeri all'anno. Attraverso ATB Consorzio serve la città e 30 comuni dell'area urbana.
Il sistema tariffario si basa sull'Atb-System, che divide il territorio servito da ATB in 20 settori (o zone tariffarie), ciascuna col proprio codice numerico, e rappresentato dal bersaglio. L'area interna rappresenta la zona urbana, che coincide con l'intera città di Bergamo. Dal numero di zone attraversate durante il tragitto dipende la tariffa del biglietto o dell'abbonamento.

## Trasporto su ferro

### Rete funicolare
Nella città di Bergamo sono in funzione due impianti di funicolare, uno che collega la città bassa alla Città Alta e uno che collega invece Città Alta al Colle di San Vigilio, punto più alto della città, mentre in provincia, precisamente a San Pellegrino Terme, in Val Brembana, è presente il terzo impianto della provincia che conduce all'altipiano della Vetta nel medesimo comune.

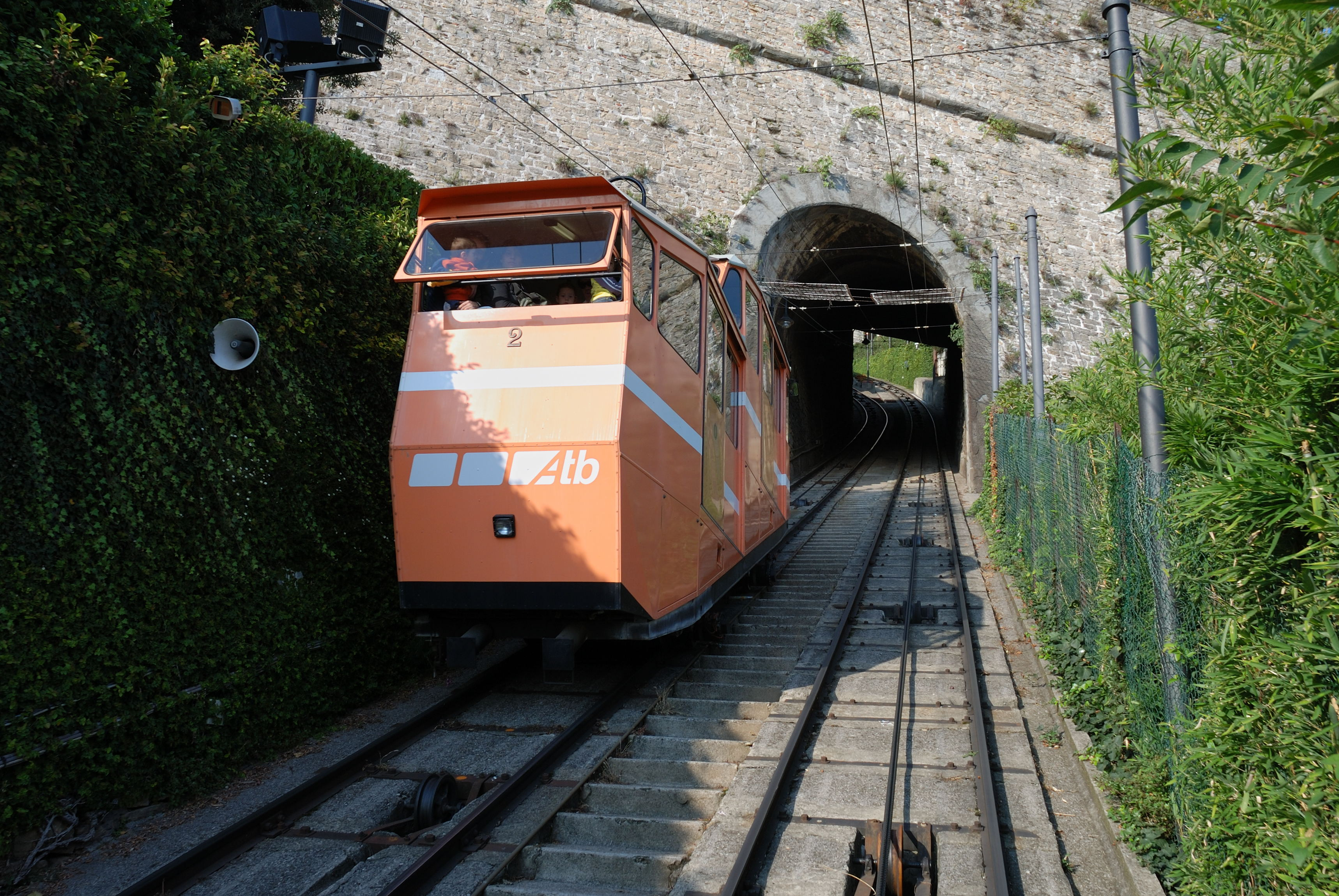

La funicolare di Bergamo Alta è stata costruita nel 1887. Collega Città Alta, situata sul colle, al centro cittadino.
La funicolare è inserita nella zona urbana del sistema tariffario a zone. Il biglietto è il medesimo usato nel resto della zona urbana ed è valido 75 minuti su tutte le linee, nelle tratte all'interno del capoluogo.
Si accede alla vettura solamente dopo aver obliterato un biglietto valido ed essere passati da un tornello.
La funicolare è composta da due binari e da due vetture, ognuna delle quali con una capienza massima di 50 persone.

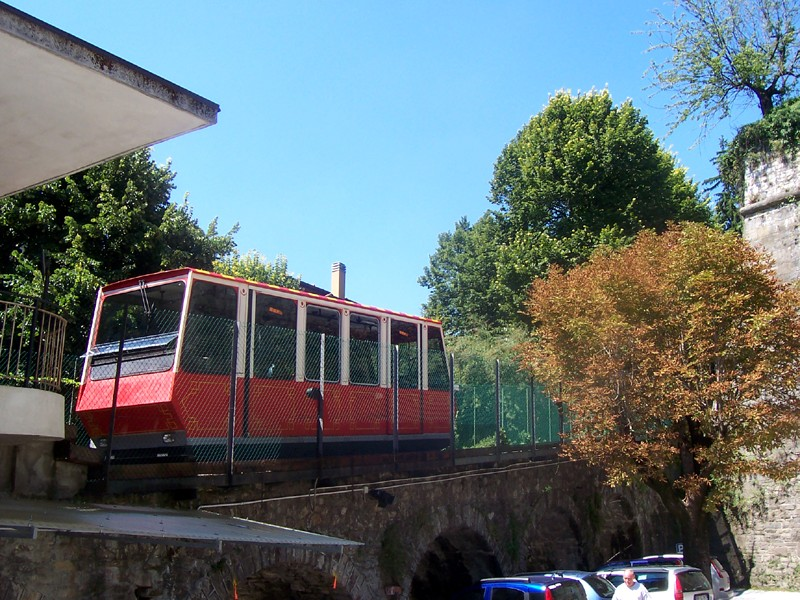

La Funicolare di Bergamo-San Vigilio è stata inaugurata nel 1912. Collega la città alta, porta Sant'Alessandro, con il colle di San Vigilio.
La funicolare di Bergamo-San Vigilio è uno dei due impianti di funicolare della città di Bergamo. È gestita dall'A.T.B.
La funicolare è inserita nella zona urbana del sistema tariffario a zone. Il biglietto è il medesimo usato nel resto della zona urbana ed è valido 75 minuti su tutte le linee di autobus urbane, nelle tratte all'interno del capoluogo.
Si accede alla vettura solamente dopo aver obliterato un biglietto valido ed essere passati da un tornello.
La funicolare è composta da un solo binario ed una vettura, la quale ha una capienza massima di 55 persone.

### Rete tranviaria

Tracciato della linea T1

La tranvia Bergamo-Albino, detta anche trenino della Val Seriana o linea T1 è una linea metrotranviaria interurbana, in sede propria, a servizio della città di Bergamo e della Valle Seriana Inferiore, inaugurata nel 2009. È gestita da TEB.
- T1 - Bergamo Stazione - Bergamo Borgo Palazzo - Bergamo San Fermo - Bergamo Bianzana - Bergamo Redona - Bergamo Negrisoli - Bergamo Martinella - Torre Boldone - Ranica - Alzano Centro - Alzano Sopra - Nembro Camozzi - Nembro Centro - Nembro Saletti - Pradalunga - Albino[1].

La linea è una metrotranvia a doppio binario in sede completamente riservata. Ha una lunghezza di 12,5 km ed è dotata di sedici fermate, compresi i capolinea.
Il servizio ha una cadenza di quindici minuti nelle ore di morbida che sale a sette/otto minuti in quelle di punta, mentre scende a trenta minuti nei giorni festivi e per il mese di agosto.

La mappa del trasporto su ferro in Provincia di Bergamo: le tratte con tratteggio grosso sono in costruzione, le tratteggiate fini non sono state finanziate o sono ancora in stato di progetto

Anche per la linea metrotranviaria, la tariffazione segue la divisione territoriale dell'Atb-system. Sebbene sia gestita da TEB, vengono utilizzati i biglietti urbani e interurbani dell'ATB.
La linea T1 serve i quartieri orientali della città orobica, precisamente con le fermate di:
- Bergamo Stazione
- Bergamo Borgo Palazzo
- Bergamo San Fermo
- Bergamo Bianzana
- Bergamo Redona
- Bergamo Negrisoli
- Bergamo Martinella

### Linee ferroviarie
Sulla città di Bergamo convergono diverse linee di importanza regionale e nazionale. Esse si incontrano nella principale stazione operativa nel centro cittadino, la stazione di Bergamo.
Da questa stazione partono collegamenti e cadenzati verso le città di Milano, Brescia, Lecco e Treviglio, diversi collegamenti giornalieri alta velocità con Roma e Napoli e, in alcuni periodi dell'anno, regionali verso Pisa, Ventimiglia e Pesaro.
Il 10 dicembre 2017 viene attivata nel quartiere Villaggio degli Sposi la fermata di Bergamo Ospedale, nei pressi del nuovo ospedale. Essa è servita dai servizi regionali Trenord da e per Milano Porta Garibaldi via Carnate.

### Bike Sharing
La città è servita da un sistema di bike sharing chiamato BiGi, gioco di parole creato unendo la parola "bici" con la sigla della provincia "BG".
Il servizio, attivo 24 ore su 24, può contare su una flotta di 370 biciclette e di 60 ciclostazioni attive in tutta la città.

## Sviluppi futuri

### Linea T2
A seguito del successo della linea T1, una seconda linea tranviaria (denominata T2) è stata progettata con l'obiettivo di sgravare il traffico congestionato in entrata dalla Val Brembana nel territorio urbano.
Il tracciato della linea T2 (tratta Bergamo–Villa d'Almè) avrà una lunghezza totale di circa 11.55 km, con un numero complessivo di 17 fermate (Bergamo FS, BG Borgo Palazzo, BG San Fermo, BG Bronzetti, BG Santa Caterina, BG Stadio, BG De Gasperi, BG Crocefisso, BG Sant'Antonio, Pontesecco, Ponteranica, BG Ramera, Petosino, Paladina, Almè via Volta, Villa d'Almè via Mazzi e Villa d'Almè Capolinea), 4 delle quali in comune con la linea T1.
I lavori sono iniziati nel 2023, e la conclusione delle opere è stimata nella seconda metà del 2026.

### Ferrovia Bergamo-Aeroporto di Orio al Serio
La nuova linea ferroviaria tra il capoluogo orobico e l'aeroporto di Orio al Serio consentirà un collegamento tra la città e l'aeroporto con frequenza di 10 minuti e un tempo stimato di percorrenza di 10 minuti, e fornirà anche un accesso diretto tra l'aerostazione e la vicina città di Milano.
Dopo l'esito positivo dello studio di fattibilità, i lavori di costruzione sono iniziati nel 2023 e dovrebbero essere terminati entro il 2026. La nuova linea terminerà con una stazione di testa nelle dirette vicinanze dell'area arrivi.